# キンコンヒルズ
キンコンヒルズは、テレビ東京系のスキバラ枠木曜日（日本標準時18時30分 - 19時）に放送されキングコングがメイン司会を務めていたバラエティ番組である。2006年10月5日放送開始。番組名は、司会者のキングコングの略称と、六本木ヒルズをつなげたもの。
2009年4月2日で終了。『世界卓球2009』中継の宣伝番組という形で同年4月21日にゴールデンタイムで特番が放送された。

## 出演者

### メイン司会
- キングコング（梶原雄太・西野亮廣）

### 実況
- 増田和也（当時テレビ東京アナウンサー）
  - キンコンモンスターズのほとんどの回で後半の実況・司会進行を担当。
- 矢野武（フリーアナウンサー）不定期出演
  - キンコンモンスターズで実況及び、司会･進行を担当。
- 中川聡（テレビ東京アナウンサー）
  - 2007年7月26日放送のキンコンモンスターズの「Wii Sports・ボクシング対決」の実況を担当した。
- 矢内雄一郎（テレビ東京アナウンサー）
  - 2007年8月30日放送のキンコンモンスターズの「フリースロー対決」の実況を担当した。

### 主なゲスト

#### 芸人・グラビアアイドルなど
- 藤井隆
- 陣内智則（2度ゲストで出演。2度とも自腹になり現在、17万近く払っている。）
- アンガールズ（山根良顕・田中卓志）
- 細川茂樹
- FUJIWARA（原西孝幸・藤本敏史、番組内では準レギュラーと呼ばれる）
- 嶋大輔・出川哲朗（対決の決着がつかず3回出演）
- 宮川大輔（卓球企画のレギュラー扱い。毎回出演するわけではない）
- 山崎邦正（卓球企画のレギュラーを目指したが、宮川大輔にその座を奪われる）
- バナナマン（日村勇紀・設楽統）
- オードリー（春日俊彰・若林正恭）
- ブラックマヨネーズ（吉田敬・小杉竜一、ダメダメモンスターズレギュラー）
- COWCOW（多田健二・善し）
- ペナルティ（ワッキー・ヒデ）
- 奈美悦子
- 長州小力
- たむらけんじ
- KABA.ちゃん
- 愛川ゆず季
- 小阪由佳
- 木村美紀
- 辰巳奈都子

他多数。メインのゲストは主に2名。また、若手芸人は爆笑レッドカーペット、AGE AGE LIVE参加者が多い。

#### スポーツ選手
- シジマール
- 本並健治
- 横江怜
- 小倉隆史
- 前園真聖
- 岩本輝雄
- 武田修宏
- 沢登正朗
- 谷川章子
- 中西学
- ベルナール・アッカ
- 星誕期偉真智
- 四元奈生美 他多数

## 概要
毎週一つの町を舞台にキングコングとゲスト、あるいは西野チームと梶原チームがスポーツやゲームで対戦する。
番組開始当初は街キンバトルを行っていたが、2007年5月10日放送分でキンコンモンスターズが初めて行われた。それ以降街キンバトルとキンコンモンスターズを交互に行うようになったが、次第にキンコンモンスターズがメイン企画となり、街キンバトルは2007年10月18日放送が最後となった。
2008年7月10日放送分のみ例外的にハイビジョン制作だった。
当時の佐久間宣行は、極楽とんぼの番組を担当していたが極楽とんぼが降板してしまった。その後若手とやりたいという希望をだしキングコングを選抜させた。（カジサックの部屋より。）梶原は当時の佐久間を怖がっていたという。

### 街キンバトル
- 街中の名店等を巡りながら、片方のチームが最初に指定された条件（体が一番柔らかい=リンボーダンスが上手い人、お金を一番持っている人、フラフープを相手より長く回せる人等）に最も見合いそうな人物を探す（先攻はキングコングで、ゲストが暫定チャンピオン）
- 人物を見つけてきたら、チャンピオン（の記録）と勝負。チャンピオンに勝てば、その人が新チャンピオンとなり、攻守交代。チャンピオンに負けたら、チャンピオンの防衛、同じチームが引き続き挑戦者を探す。
- 制限時間2時間が経過した時点でのチャンピオンを見つけたチームが勝利となる
- 負けたチームは罰ゲームとして、ロケ費用を全額自腹で負担させられる。（キングコングが負けた場合、ジャンケンやあっち向いてホイで負けた人が一括負担をする）

#### 街キンバトル特別編
- 2006年11月16日放送分でアンガールズをゲストに迎え、大学の学園祭を舞台に特別ルールで行われた。
- 制限時間2時間の間、キングコング&ゲストチーム（アンガールズ）が4人一緒に行動しながら、交渉等で自分のチームに入ってくれる人をスカウトする。スカウトに快諾した人は、2時間後、指定の場所に集まる。
  - 但し、最終的にどちらのチームに入るかはスカウトされた人の自由。つまり、スカウトしてくれたチームとは反対のチームに入っても良い。
- そして、指定の場所で自分のチームに入ってくれたメンバーと協力して、綱引き一発勝負で勝敗を決める。

### キンコンモンスターズ
- 梶原と西野がそれぞれゲストを1名引き連れて、制限時間1時間半の間に、モンスター（お題のゲームに強そうな街の人）を3人スカウト。時間終了後、梶原チームと西野チームに分かれて、5対5で対決を行う。
  - モンスターを仲間にするゲーム『ドラゴンクエストモンスターズ』にネーミングの発想を得ていると思われ、RPG風の衣装やイメージ映像が使われている。
  - 芸人の場合は、梶原にはボケ担当、西野にはツッコミ担当と、ボケ同士・ツッコミ同士で組む事が多い。
  - 「街キンバトル」が個人戦のゲーム（ペア戦の場合も有り）なのに対して、「キンコンモンスターズ」ではホッピングリレー等、団体戦のゲームが行われる。
- 負けたチームは罰ゲームとして、ロケ費用を全額自腹で負担させられる。しかし、制限時間が短いからか街キンバトルほど高額にならないことが多い。
- 2007年9月27日放送では、番組内で初めて罰ゲームの自腹額が10万円を超えた。
- 毎週行うようになった頃から街のロケよりスポーツ対決に比重が置かれるようになり、元有名プロスポーツ選手などが参加することが多くなった。対決の内容はサッカーのPK・バスケットボールのフリースロー・ボウリング・相撲などにほぼ固定化された。
- 2007年12月頃から隠しモンスターとして若手芸人1組が参加する場合が多くなった。
- 2007年12月6日放送分ではナレーション担当の服部潤がモンスター候補として出演した。
- 2008年2月14日放送分からリニューアルし、一般人をスカウトする方式を廃止。番組があらかじめ用意したモンスター（スポーツ選手、若手芸人など）をチームに加える方式をとり、ロケもモンスターと待ち合わせる店を訪れる程度になった。若手芸人が登場する際はほぼ必ずネタを披露する。

### キンコンキャッスル
街中のロケを撤廃した純粋なスポーツ企画。ロケ費用自腹の罰ゲームも行われない。2008年4月17・24日、同8月7日・14日に放送。
キングコングとゲストのコンビ3組による対抗戦。全員がブルース・リー風の黄色のつなぎを着る。モンスター（現役／元有名スポーツ選手）を相手にスポーツ対決で勝利するとポイントが加算される。数種目行って合計ポイントが最も多いコンビが優勝。

### キンコンダメダメモンスターズ
2008年7月～2009年3月に計4回放送。運動オンチのゲストが2チームに分かれ、鉄棒やマット運動など基本的な種目で競う。好評のため番組末期に放送回数が増え、後にゴールデンタイムの特番でも放送された。

### 最終回
2009年3月26日・4月2日放送。「キンコンモンスターズ」の名目で放送された。キングコングがこれまでにペナルティとして支払った自腹全額の返金を賭けて、番組と因縁の深いモンスター（ゲスト芸人）とスポーツ対決。
結果、モンスターに全て勝利したものの、今度はどちらが返金の恩恵を受けるか、梶原vs西野で鉄棒ぶら下がりで直接対決をする羽目に。
そこで梶原は西野を蹴り落とすという方法で勝利したが、あくまでも返金の権利を獲得したという事で、最後に「キンコンダメダメモンスターズ」で幾度となく運動オンチ振りを晒した愛川ゆず季が梶原の自腹全額返金を賭けて、バーの高さが90cmの走り高跳びに挑戦。だが失敗した為、結局2人とも自腹が清算されないまま番組終了となった。

### スペシャル(2007年3月27日)
2007年3月27日（火曜日）のゴールデンタイム（18:59～20:00）で初のスペシャルが放送された。普段ネットされないびわ湖放送・遅れネットのテレビ和歌山でも同時放送されたが、普段は同時ネットする岐阜放送では放送されなかった。関東地区の視聴率は3.1%。
この回の特別ルールとして、3チーム（キングコング／奈美悦子・藤井隆／長州小力・大沢あかね）がポイント制で対戦。1回戦は街キンバトル（ゆで卵早むき）、2回戦は小学校の児童から各チーム1名を選び大声No.1を競う対決。1位に10点・2位に5点が加算された。最終戦は観光しながら「へぇ～」と言ってしまうとチームの得点から1点減点された。

### ガレッジ×ビレッジとの合同スペシャル(2008年3月28日)
2008年3月28日（金曜日）のゴールデンタイム（18:59 - 20:48）で、スキバラ月曜日の「ガレッジ×ビレッジ」との合同特番「ガレッジ×ビレッジVSキンコンヒルズ まとめてゴールデンやっちゃえよSP」が放送された。ガレッジセールチームとキングコングチームの対抗戦で、前半はガレッジ×ビレッジの借り物競争、後半はキンコンモンスターズで対決した。勝負は引き分けとなったが、最後にあっち向いてホイで梶原が敗れたため、次のゴールデン特番の権利をガレッジ×ビレッジが獲得した（実際には実現せず）。

### スペシャル(2009年4月21日)
ゴールデンタイムの火曜エンタテイメント!枠（19 - 21時）で放送。直後に開催された世界卓球選手権のPRを兼ね、福原愛・石川佳純・水谷隼選手と梶原・芸人などのゲストが卓球で対戦した。またキンコンダメダメモンスターズも放送された。

### 芸能界ヘタレ脱出プロジェクト おバカJAPAN(2009年9月10日)
19:57 - 21:48のゴールデン・プライムタイムで放送された特番の一コーナーとして、番組名は異なるがキンコンダメダメモンスターズとほぼ同一の企画がキングコング司会のもとで放送された。

## 視聴率
スキバラで放送されていた番組の中でも、視聴率は高めであった。それにもかかわらず局の財政的な事情で打ち切られたことを梶原が当番組や『はねるのトびら』等の中で発言していた。

## ネット局
| 放送対象地域   | 放送局                | 系列           | 放送日時           | ネット状況 |
| -------------- | --------------------- | -------------- | ------------------ | ---------- |
| 関東広域圏     | テレビ東京（TX）      | テレビ東京系列 | 木曜 18:30 - 19:00 | 制作局     |
| 大阪府         | テレビ大阪（TVO）     | テレビ東京系列 | 木曜 18:30 - 19:00 | 同時ネット |
| 愛知県         | テレビ愛知（TVA）     | テレビ東京系列 | 木曜 18:30 - 19:00 | 同時ネット |
| 岡山県・香川県 | テレビせとうち（TSC） | テレビ東京系列 | 木曜 18:30 - 19:00 | 同時ネット |
| 北海道         | テレビ北海道（TVh）   | テレビ東京系列 | 木曜 18:30 - 19:00 | 同時ネット |
| 福岡県         | TVQ九州放送（TVQ）    | テレビ東京系列 | 木曜 18:30 - 19:00 | 同時ネット |
| 岐阜県         | 岐阜放送（GBS）       | 独立局         | 木曜 18:30 - 19:00 | 同時ネット |
| 奈良県         | 奈良テレビ（TVN）     | 独立局         | 木曜 18:30 - 19:00 | 同時ネット |
| 三重県         | 三重テレビ（MTV）     | 独立局         | 水曜 25:30 - 26:00 | 遅れネット |
| 和歌山県       | テレビ和歌山（WTV）   | 独立局         | 木曜 17:30 - 18:00 | 遅れネット |
| 福島県         | 福島中央テレビ（FCT） | 日本テレビ系列 | 日曜 16:55 - 17:25 | 遅れネット |
| 新潟県         | テレビ新潟（TeNY）    | 日本テレビ系列 | 水曜 25:29 - 25:59 | 遅れネット |
| 長野県         | テレビ信州（TSB）     | 日本テレビ系列 | 月曜 24:29 - 24:59 | 遅れネット |
| 石川県         | テレビ金沢（KTK）     | 日本テレビ系列 | 水曜 25:31 - 26:01 | 遅れネット |
| 広島県         | 広島テレビ（HTV）     | 日本テレビ系列 | 日曜 16:25 - 16:55 | 遅れネット |
| 長崎県         | 長崎国際テレビ（NIB） | 日本テレビ系列 | 土曜 17:25 - 17:55 | 遅れネット |
| 愛媛県         | 南海放送（RNB）       | 日本テレビ系列 | 不定期放送         | 遅れネット |
| 岩手県         | IBC岩手放送（IBC）    | TBS系列        | 火曜 23:59 - 24:29 | 遅れネット |
| 熊本県         | 熊本放送（RKK）       | TBS系列        | 日曜 13:00 - 14:00 | 遅れネット |
| 鹿児島県       | 南日本放送（MBC）     | TBS系列        | 月曜 24:29 - 24:59 | 遅れネット |
| 宮城県         | 東北放送（TBC）       | TBS系列        | 不定期放送         | 遅れネット |
| 大分県         | 大分放送（OBS）       | TBS系列        | 不定期放送         | 遅れネット |

### 過去のネット局
| 放送対象地域   | 放送局                | 系列           | 備考  |
| -------------- | --------------------- | -------------- | ----- |
| 鳥取県・島根県 | 日本海テレビ（NKT）   | 日本テレビ系列 | [ 2 ] |
| 新潟県         | 新潟総合テレビ（NST） | フジテレビ系列 | [ 4 ] |
| 富山県         | 富山テレビ（BBT）     | フジテレビ系列 | [ 5 ] |

## スタッフ
- ナレーション : 服部潤
- 監修 : 斉藤敏豪
- 構成 : オークラ ／ 大井洋一、ヒロハラノブヒコ
- ブレーン : 鈴木工務店、たちばなひとなり、北本かつら
- カメラ : 荒木哲志
- 音声 : 山本賢
- デザイン : 薬王寺哲朗
- 美術進行 : 森本士朗
- 大道具 : 中島健二
- 小道具 : 清水恵美
- メイク : 永野早希子
- CG : パークグラフィックス
- ビジュアルフォーマット : 松本哲也（CC Factory〔旧TDKコア〕）
- VTR編集 : 落合勇（CC Factory〔旧TDKコア〕）
- MA／音効 : 久坂恵紹（戯音工房）
- 番宣 : 保科啓（テレビ東京）
- アシスタントプロデューサー : 竹内美佳（テレビ東京）
- ディレクター : 富田一伸、石井和章、坂本宏之、池田供子
- 演出 : 袰川斉
- プロデューサー : 山崎圭介・大庭竹修・佐久間宣行（テレビ東京）、高畑正和（よしもとクリエイティブ・エージェンシー）、田中淳也（boom）
- 技術協力 : スウィッシュ・ジャパン、CC Factory（旧：TDKコア）
- スタッフ協力 : boom（旧：office fum）
- 制作協力 : 吉本興業
- 製作著作 : テレビ東京

### 過去のスタッフ
- プロデューサー : 林正樹（吉本興業）、西本武（boom）
- ディレクター : 辻野伸行、鈴木努
- 美術 : 関根恵二、三浦良文
- メイク : 山田かつら